# Cantonul Reims-3
Cantonul Reims-3 este un canton din arondismentul Reims, departamentul Marne, regiunea Champagne-Ardennen, Franța.

## Comune
- Reims (parțial)